# 托马斯·霍斯菲尔德
托马斯·霍斯菲尔德（英語：Thomas Horsfield，1773年5月12日—1859年5月12日）是一位美国医生和博物学家，曾在印度尼西亚广泛工作，描述了该地区的多种植物和动物。他后来成为不列颠东印度公司伦敦博物馆的馆长。

## 早年经历
托马斯·霍斯菲尔德出生于美国宾夕法尼亚州伯利恒的一个摩拉维亚弟兄会家庭，曾在伯利恒和拿撒勒的摩拉维亚教会学校学习。之后在宾夕法尼亚大学学医，但他对生物学感兴趣。1798年，他从医学专业毕业，他的论文是关于毒常春藤的影响。

## 亚洲旅行
1799年，霍斯菲尔德在中国号商船上担任外科医生，这艘商船将驶往爪哇。他经过巴达维亚，被该地区的美景所震撼。1801年，他申请成为巴达维亚荷兰殖民军的外科医生。上任后，他对该地区的动植物和地质产生了浓厚的兴趣。1811年，不列颠东印度公司从荷兰人手中接管了该岛，霍斯菲尔德开始代表总督兼朋友斯坦福·莱佛士爵士采集动植物。1816年，爪哇岛复归荷兰人所有，霍斯菲尔德向西转移到苏门答腊岛。1819年，由于身体不好，他被迫离开该岛，乘坐莱佛士夫人号前往伦敦。

## 英格兰
霍斯菲尔德来到伦敦后，继续与斯坦福·莱佛士爵士保持联系，并成为伦敦利德賀街东印度公司博物馆的保管员，后来担任馆长，直到1859年7月24日去世。霍斯菲尔德对地质学、植物学、动物学和昆虫学感兴趣。他受到昆虫学家威廉·夏普·麦克利和他的五分体系的影响。他是伦敦皇家学会（1828年）和林奈学会会员（1820年），后来成为副会长。1828年，他当选为美国哲学会会员。霍斯菲尔德在1826年成立时被任命为伦敦动物学会的助理秘书长。1833年，霍斯菲尔德参与创建了英国皇家昆虫学会。1838年，他成为荷兰皇家学会的通讯员；1851年荷兰皇家学会变为荷蘭皇家藝術與科學學院时，他以外籍成员的身份加入。霍斯菲尔德在伦敦康登镇的家中去世，葬在切尔西的摩拉维亚教会公墓。